# Nhơn Hòa (phường)
Nhơn Hòa là một phường thuộc thị xã An Nhơn, tỉnh Bình Định, Việt Nam.

## Địa lý
Phường Nhơn Hòa nằm ở phía nam thị xã An Nhơn, có vị trí địa lý: 
- Phía đông và phía nam giáp huyện Tuy Phước
- Phía tây giáp các xã Nhơn Lộc và Nhơn Thọ
- Phía bắc giáp phường Bình Định và xã Nhơn Khánh.

Phường có diện tích 27,93 km², dân số năm 2011 là 18.017 người, mật độ dân số đạt 645 người/km².
Trên địa bàn phường có Quốc lộ 1 đi qua.

## Hành chính
Phường Nhơn Hòa được chia thành 9 khu vực: An Lộc, Hòa Nghi, Huỳnh Kim, Long Quang, Nghiễm Hòa, Phụ Quang, Phú Sơn, Tân Hòa, Trung Ái.

## Lịch sử
Trước đây, Nhơn Hòa là một xã thuộc huyện An Nhơn.
Ngày 28 tháng 11 năm 2011, Chính phủ ban hành Nghị quyết 101/NQ-CP. Theo đó, chuyển huyện An Nhơn thành thị xã An Nhơn và thành lập phường Nhơn Hòa trên cơ sở toàn bộ 2.792,58 ha diện tích tự nhiên, 18.017 người của xã Nhơn Hòa.